# Muhlenbergia palmeri
Muhlenbergia palmeri är en gräsart som beskrevs av George Vasey. Muhlenbergia palmeri ingår i släktet muhlygräs, och familjen gräs. Inga underarter finns listade i Catalogue of Life.